# Magyar Mozgókép Díj a legjobb tévéfilmnek
A Magyar Mozgókép Díj a legjobb tévéfilmnek (korábban Magyar Filmdíj) elismerés a 2014-ben alapított Magyar Filmdíjak egyike, amelyet a Magyar Filmakadémia (MFA) tagjainak szavazata alapján ítélnek oda egy-egy év magyar filmtermése legjobbnak ítélt televíziós játékfilmjének.
A díjra történő jelölés nem automatikus; azok a tévéjátékfilmek versenyezhetnek, amelyeket az évente megrendezett Magyar Filmhétre beneveztek. Nevezni az előző év január 1. és december 31. között televíziós sugárzásra került vagy kerülő (forgalmazói szándéknyilatkozattal rendelkező) egész estés filmalkotást lehet. Egy alkotó vagy alkotógárda több alkotással is nevezhet, ebben az esetben mindegyikről külön filmadatlapot kell beküldeni.
A nevezés és regisztráció határidejét a Filmakadémia az év eleji nevezési szabályzatában közli.
A Filmakadémia 2018-as közgyűlése megváltoztatta a jelölés és kiválasztás rendszerét. 2018-ig a MFA tagjai január 1-je és 31-e között szekciónként megnézték a benevezett filmeket és titkos szavazással választottak ki öt alkotást, amelyek felkerültek a jelöltek listájára. A jelölt tévéfilmeket felvették a filmhét programjába és levetítették a nagyközönség illetve a filmes szakma részére. A versenyprogramba került filmek nyilvános bejelentése február 1-jén történt. A díjra érdemesnek tartott alkotást az Akadémia tagjai e szűkített listáról választották ki egy újabb titkos szavazás során.
2019-ben a televíziós tagozathoz tartozó akadémiai tagok az összes Filmhétre, illetve Filmdíjra benevezett tévéfilmet megtekintették, s egykörös titkos szavazással választották ki a nyertes alkotást. 2020-ban visszatértek az eredeti kiválasztási rendszerhez.
Az ünnepélyes díjátadóra Budapesten, a Magyar Filmhetet lezáró televíziós gálán kerül sor minden év elején.
Az 1. Magyar Filmdíj kiosztásakor e kategória hivatalos megnevezése Magyar Filmdíj a legjobb TV-játékfilmnek volt.

## Díjak és jelölések
A nyertesek a táblázat első sorában, félkövérrel vannak jelölve.
| Év (Gála) | Díjazottak és jelöltek | Megjegyzés           |
| --------- | --- | -------------------- |
| 2016 (1.) | - Félvilág, producer: Lajos Tamás, Mink Tamás (rendező: Szász Attila) - A fekete múmia átka, producer: Lajos Tamás, Mink Tamás (rendező: Madarász Isti) - A kőmajmok háza, producer: Kálomista Gábor (rendező: Fonyó Gergely) - Hivatal, producer: László Sára, Gerő Marcell (rendező: Nagy Viktor Oszkár) - Ketten Párizs ellen, producer: Papp Gábor Zsigmond, Angelusz Iván (rendező: Papp Gábor Zsigmond) | [ 4 ]                |
| 2017 (2.) | - Szürke senkik, producer: Lajos Tamás (rendező: Kovács István) - A fekete bojtár, producer: Kálomista Gábor (rendező: Vitézy László) - Memo, producer: Kálomista Gábor (rendező: Tasnádi István) - Tranzitidő, producer: Babos Tamás (rendező: Almási Réka) | [ * 1 ]              |
| 2018 (3.) | - Árulók, producer: Lajos Tamás (rendező: Fazakas Péter) - Csandra szekere, producer: Kálomista Gábor (rendező: Vitézy László) - Egy szerelem gasztronómiája, producer: Hidasi Dalma (rendező: Madarász Isti) - Utolsó adás, producer: Kovács Patrick (rendező: Kovács Patrick) |                      |
| 2019 (4.) | - Trezor, producer: Lajos Tamás, (rendező: Bergendy Péter) - A merénylet, producer: Hábermann Jenő, (rendező: Pajer Róbert) - A Sátán fattya, producer: Buglya Sándor, (rendező: Zsigmond Dezső) - A színésznő, producer: Kálomista Gábor, (rendező: Vitézy László) - Curtiz, producer: Hutlassa Barnabás, Sümeghy Claudia, Kálomista Gábor, (rendező: Topolánszky Tamás Yvan)                                | [ 5 ] [ * 2 ]        |
| 2020 (5.) | - Foglyok, (rendező: Deák Kristóf) - Egy másik életben, (rendező: Tasnádi István) - Házasságtörés, (rendező: Vitézy László) - Nino bárkája, (rendező: Miklauzic Bence) | [ * 3 ]              |
| 2021      | - Pilátus, (rendező: Dombrovszky Linda) - Don Juan kopaszodik, (rendező: Dombrovszky Linda) - Ecc-Pecc, (rendező: Madarász Isti) - Csoportterápia, (rendező: Cseke Péter) - Pacsirta, (rendező: Paczolay Béla) | [ 6 ] [ * 4 ]        |
| 2022      | - Ida regénye, (rendező: Goda Krisztina) - Kék róka, (rendező: Pacskovszky József) - Attila, Isten ostora, (rendező: Vidnyánszky Attila) - Bors néni, (rendező: Novák János) - Korai menyegző, (rendezők: Vékes Csaba és Olt Tamás) | [ 7 ] [ * 5 ]        |
| 2023      | - Az énekesnő, (rendező: Vitézy László) - Örök hűség, (rendező: Iványi Marcell) - Pacsirta, (rendező: Paczolay Béla) - A helység kalapácsa, (rendező: Dombrovszky Linda) - Kék, kék, kék, (rendező: Szűcs Gábor) | [ 8 ] [ 9 ]          |
| 2024      | - Bolond Istók, (rendezők: Rohonyi Gábor és Hegedűs Georgina) - Majdnem menyasszony, (rendező: Pacskovszky József) - Memento mori – A váci legenda, (rendező: Kiss Stefán Mónika) | [ 10 ] [ 11 ] [ 12 ] |
| 2025      | - Ők tudják, mi a szerelem, (rendezők: Rátóti Zoltán és Tősér Ádám) - Királytalálkozó, (rendező: Pozsgai Zsolt) - Lepattanó, (rendező: Vékes Csaba) - Széchenyi és az utolsó éjszakai látogató, (rendező: Szilágyi Andor) - Ványa bácsi – Buborékkeringő, (rendező: Fazakas Péter) | [ 13 ] [ 14 ]        |